# Amphimallon assimile
Amphimallon assimile är en skalbaggsart som beskrevs av Herbst 1790. Amphimallon assimile ingår i släktet Amphimallon och familjen Melolonthidae. Inga underarter finns listade i Catalogue of Life.

## Bildgalleri

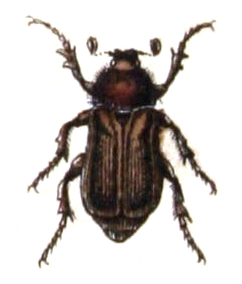
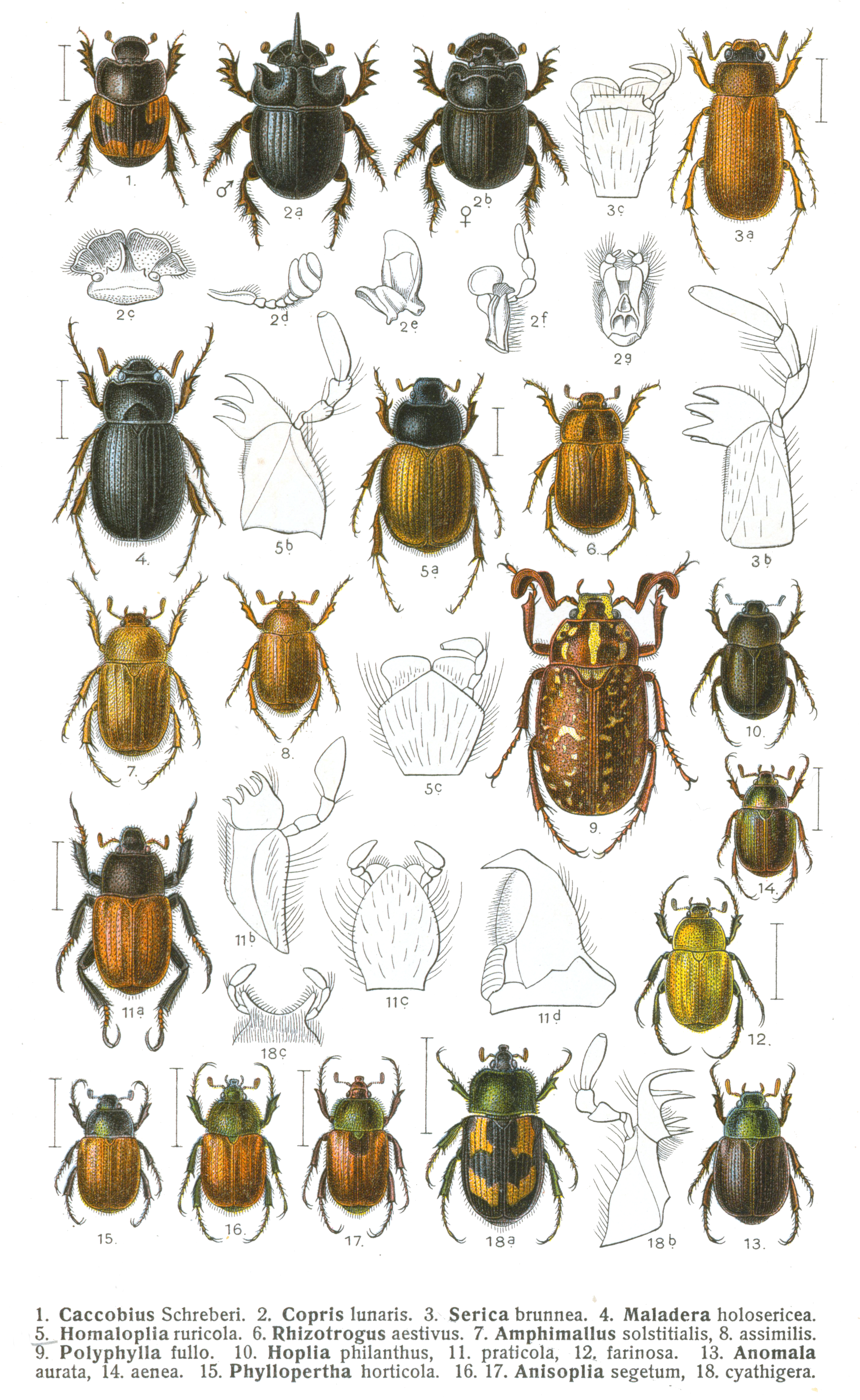